# Primera División del Congo
La Primera División del Congo también conocida como Championnat National MTN Ligue 1 por razones de patrocinio, es la máxima categoría del fútbol de la República del Congo, se disputa desde 1961 y es organizada por la Federación Congoleña de Fútbol. Pertenece a la Confederación Africana de Fútbol.

## Historia
Entre 1961 y 1977 el campeonato se decidió en un torneo de 3 equipos entre los campeones regionales de Brazzaville, Pointe-Noire, y Niari. De 1978 a 1993, se jugó una liga nacional con 14 equipos. De 1994 a 2008, la FECOFOOT instauró un playoff nacional después de los torneos regionales, con entradas adicionales para las ligas más fuertes (Brazzaville, Pointe-Noire). En 2009, pasa a ser una liga de 18 equipos.

## Formato
Actualmente la liga consta de 14 equipos, que juegan un total de 26 partidos en juegos de ida y regreso en una temporada que se extiende desde marzo a noviembre. 
El equipo campeón y el subcampeón acceden a la Liga de Campeones de la CAF, el tercero clasifica a la Copa Confederación de la CAF.

## Equipos temporada 2024

República del Congo.

| Clubes 2024                 | Ciudad       |
| --------------------------- | ------------ |
| Diables Noirs               | Brazzaville  |
| Étoile du Congo             | Brazzaville  |
| CARA Brazzaville            | Brazzaville  |
| Patronage Sainte-Anne       | Brazzaville  |
| AS Bana Nouvelle Génération | Brazzaville  |
| AC Léopards                 | Dolisie      |
| JS Talangaï                 | Brazzaville  |
| AS Vegas                    | Brazzaville  |
| AS Cheminots                | Pointe-Noire |
| Vita Club Mokanda           | Pointe-Noire |
| Inter Club                  | Brazzaville  |
| AS Jeunesse Unie            | Kintélé      |
| AS Otôho                    | Oyo          |
| FC Kondzo                   | Brazzaville  |

## Palmarés
| Temporada | Campeón                            | Subcampeón                         |
| --------- | ---------------------------------- | ---------------------------------- |
| 1961      | CSMD Diables Noirs                 | AS Cheminots                       |
| 1962-66   | Torneo no disputado                | Torneo no disputado                |
| 1967      | Étoile du Congo                    | AC Léopards de Dolisie             |
| 1968      | Patronage Sainte-Anne              | Abeilles FC                        |
| 1969      | CARA Brazzaville                   | Abeilles FC                        |
| 1970-71   | Vita Club Mokanda                  | CARA Brazzaville                   |
| 1972      | Torneo no disputado                | Torneo no disputado                |
| 1973      | CARA Brazzaville                   | Vita Club Mokanda                  |
| 1974      | Torneo no disputado                | Torneo no disputado                |
| 1975      | CARA Brazzaville                   | AS Cheminots                       |
| 1976      | CSMD Diables Noirs                 | Vita Club Mokanda                  |
| 1977-78   | Étoile du Congo                    | AS Cheminots                       |
| 1979      | Étoile du Congo                    | CARA Brazzaville                   |
| 1980      | Étoile du Congo                    | CARA Brazzaville                   |
| 1981-82   | CARA Brazzaville                   | AS Cheminots                       |
| 1982-83   | Kotoko MFOA                        | Étoile du Congo                    |
| 1983      | Étoile du Congo                    | Telesport de Brazzaville           |
| 1984      | CARA Brazzaville                   | Étoile du Congo                    |
| 1985      | Étoile du Congo                    | Inter Club Brazzaville             |
| 1986      | Patronage Sainte-Anne              | CSMD Diables Noirs                 |
| 1987      | Étoile du Congo                    | CSMD Diables Noirs                 |
| 1988      | Inter Club Brazzaville             | Patronage Sainte-Anne              |
| 1989      | Étoile du Congo                    | Inter Club Brazzaville             |
| 1990      | Inter Club Brazzaville             | Patronage Sainte-Anne              |
| 1991      | CSMD Diables Noirs                 | Étoile du Congo                    |
| 1992-93   | Torneo no disputado                | Torneo no disputado                |
| 1994      | Torneo abandonado                  | Torneo abandonado                  |
| 1995      | AS Cheminots                       | Patronage Sainte-Anne              |
| 1996      | Munisport de Pointe-Noire          | AS Cheminots                       |
| 1997      | Munisport de Pointe-Noire          | Union Sport Brazzaville            |
| 1998      | Vita Club Mokanda                  | Étoile du Congo                    |
| 1999      | Torneo no disputado                | Torneo no disputado                |
| 2000      | Étoile du Congo                    |                                    |
| 2001      | Étoile du Congo                    | CS La Mancha                       |
| 2002      | AS Police                          | Étoile du Congo                    |
| 2003      | Saint Michel d'Ouenzé              | CS La Mancha                       |
| 2004      | CSMD Diables Noirs                 | AS Police                          |
| 2005      | AS Police                          |                                    |
| 2006      | Étoile du Congo                    | CS La Mancha                       |
| 2007      | CSMD Diables Noirs                 | AS Ponténégrine                    |
| 2008      | CARA Brazzaville                   | FC Bilombé                         |
| 2009      | CSMD Diables Noirs                 | AC Léopards de Dolisie             |
| 2010      | Saint Michel d'Ouenzé              | AC Léopards de Dolisie             |
| 2011      | CSMD Diables Noirs                 | AC Léopards de Dolisie             |
| 2012      | AC Léopards de Dolisie             | CSMD Diables Noirs                 |
| 2013      | AC Léopards de Dolisie             | CSMD Diables Noirs                 |
| 2014      | Abandonado por razones financieras | Abandonado por razones financieras |
| 2015      | Abandonado por boicot de clubes    | Abandonado por boicot de clubes    |
| 2016      | AC Léopards de Dolisie             | CSMD Diables Noirs                 |
| 2017      | AC Léopards de Dolisie             | AS Otôho                           |
| 2018      | AS Otôho                           | CS La Mancha                       |
| 2019      | AS Otôho                           | Étoile du Congo                    |
| 2019–20   | AS Otôho                           | CSMD Diables Noirs                 |
| 2021      | AS Otôho                           | CSMD Diables Noirs                 |
| 2021–22   | AS Otôho                           | CSMD Diables Noirs                 |
| 2022–23   | AS Otôho                           | CSMD Diables Noirs                 |
| 2023–24   | AC Léopards de Dolisie             | AS Otôho                           |
| 2024–25   | Temporada cancelada                | Temporada cancelada                |

## Títulos por club
| Club                      | Ciudad       | Campeón | Años campeón                                                     |
| ------------------------- | ------------ | ------- | ---------------------------------------------------------------- |
| Étoile du Congo           | Brazzaville  | 11      | 1967, 1978, 1979, 1980, 1983, 1985, 1987, 1989, 2000, 2001, 2006 |
| CSMD Diables Noirs        | Brazzaville  | 7       | 1961, 1976, 1991, 2004, 2007, 2009, 2011                         |
| CARA Brazzaville          | Brazzaville  | 6       | 1969, 1973, 1975, 1982, 1984, 2008                               |
| AS Otôho                  | Oyo          | 6       | 2018, 2019, 2020, 2021, 2022, 2023                               |
| AC Léopards               | Dolisie      | 5       | 2012, 2013, 2016, 2017, 2024                                     |
| Patronage Sainte-Anne     | Brazzaville  | 2       | 1969, 1986                                                       |
| Inter Club Brazzaville    | Brazzaville  | 2       | 1988, 1990                                                       |
| Munisport de Pointe-Noire | Pointe-Noire | 2       | 1996, 1997                                                       |
| Vita Club Mokanda         | Pointe-Noire | 2       | 1971, 1998                                                       |
| AS Police                 | Brazzaville  | 2       | 2002, 2005                                                       |
| Saint Michel d'Ouenzé     | Brazzaville  | 2       | 2003, 2010                                                       |
| Kotoko MFOA               | Brazzaville  | 1       | 1982                                                             |
| AS Chéminots              | Pointe-Noire | 1       | 1995                                                             |

## Clasificación histórica
- Clasificación histórica de la Primera División del Congo bajo la instauración de una sola liga que se disputó desde 1979 hasta 1991, se volvió instaurar  en 2009 y se instauró una vez en 2013 hasta la terminada temporada 2020-21.

| Pos. | Equipo                  | Temp. | Puntos. | Títulos | Temporada 2021-22 |
| ---- | ----------------------- | ----- | ------- | ------- | ----------------- |
| 1    | Étoile du Congo         | 1     | 39      | 11      | Primera División  |
| 2    | CARA Brazzaville        | 1     | 35      | 6       | Primera División  |
| 3    | Diables Noirs           | 1     | 34      | 7       | Primera División  |
| 4    | Inter Club Brazzaville  | 1     | 29      | 2       | Primera División  |
| 5    | Telesport Brazzaville   | 1     | 28      | 0       |                   |
| 6    | Vita Club Mokanda       | 1     | 26      | 2       | Primera División  |
| 7    | AS Cheminots Dolisie    | 1     | 24      | 0       |                   |
| 8    | Patronage Sainte-Anne   | 1     | 21      | 2       | Primera División  |
| 9    | FC Abeilles             | 1     | 20      | 0       |                   |
| 10   | Léopards Dolisie        | 1     | 14      | 4       | Primera División  |
| 11   | Inter Club Pointe-Noire | 1     | 12      | 0       |                   |
| 12   | AS Cheminots            | 1     | 9       | 1       | Primera División  |
| 13   | US Comarail             | 1     | 7       | 0       |                   |